# Distrito de Vista Alegre (Rodríguez de Mendoza)
El distrito de Vista Alegre es uno de los doce distritos de la Provincia de Rodríguez de Mendoza, ubicado en el Departamento de Amazonas, en el norte del Perú. Limita por el norte, este y sur con el departamento de San Martín y; por el oeste con el distrito de Mariscal Benavides, el distrito de San Nicolás, el distrito de Omia y la provincia de Chachapoyas.
Desde el punto de vista jerárquico de la Iglesia católica forma parte del Diócesis de Chachapoyas.

## Historia
El distrito fue creado el 31 de octubre de 1932 mediante Ley N.º 7626, en el gobierno del Presidente Luis Miguel Sánchez Cerro.

## Geografía
Abarca una superficie de 899.02 km² y tiene una población estimada mayor a 1 100 habitantes. 
Su capital es el centro poblado de Vista Alegre. Este distrito es el más extenso de la provincia.

## Autoridades

### Municipales
- 2015 - 2018[2]
  - Alcalde: Milder Rojas Campos , Sentimiento Amazonense.
- 2018 - 2021
  - Alcalde: Wilmer Trauco Galoc, Partido Aprista Peruano (PAP).
- 2007 - 2010
  - Alcalde: Godofredo Frías Estela.

### Religiosas
- Obispo de Chachapoyas: Monseñor Emiliano Antonio Cisneros Martínez, OAR.[3]